# Atractus hostilitractus
Atractus hostilitractus är en ormart som beskrevs av Myers 2003. Atractus hostilitractus ingår i släktet Atractus och familjen snokar. Inga underarter finns listade.
Arten förekommer i provinsen Darién i södra Panama. Honor lägger ägg.